# 汪元哲
汪元哲（1584年—？年），字魯生，號心燭，應天府六合縣籍，直隸婺源縣人，明朝政治人物。

## 生平
萬曆二十八年（1600年）庚子科應天鄉試第十八名舉人，萬曆三十八年（1610年）庚戌科會試四十九名，第三甲第三十八名進士。通政司觀政，改揚州府學教授，陞國子監助教，四十二年陞戶部廣東清吏司主事，四十四年丁內艱。

## 家族
曾祖汪瀾，鄉耆；祖汪拱秀，鄉耆；父汪如底，監生；母黃氏。慈侍下。兄元穀（吏目）；元士（縣丞）；全器（廩生）；元英（監生）；全惠（州同）；全聲（乙卯舉人）；元賓（經歷）；元慶（鳴贊）；元貞（知印）；元震（廩生）；元宰（監生）；全智（庠生）；元忭（監生）。弟元行（庠生）；元吉；全祿；全受（庠生）。子國淐；國泗。